# Katalin Vértessy
Katalin Vértessy (även Vértesi, gift Irányossy), född 7 september 1909 i Budapest, död 29 mars 1981 i Budapest, var en ungersk friidrottare med kortdistanslöpning som huvudgren. Vértessy blev guldmedaljör vid damolympiaden Olimpiadi della Grazia 1931 i Florens och var en pionjär inom damidrott.

## Biografi
Katalin Vértessy föddes 1909 i norra Ungern, i ungdomstiden blev hon intresserad av friidrott och hon började studera vid Idrottshögskolan Magyar Testnevelési Főiskola (TF) i Budapest. Åren 1927–1930 tävlade hon för skolans idrottsklubb Testnevelési Főiskola Sport Club (TFSC) till hon tog examen 1930. Åren 1930–1944 tävlade hon för idrottsklubben Budapesti Budai Torna Egylet (BBTE). Hon tävlade i häcklöpning men även kortdistanslöpning och hoppgrenarna höjdhopp och längdhopp.
1931 deltog Vértessy vid damolympiaden Olimpiadi della Grazia i Florens, under idrottsspelen vann hon guldmedalj i höjdhopp med 1,45 meter före jugoslaviskan Jelka Tratnik och brittiskan Mary Seary då hon klarade 1,48 meter under försöken.
1934 blev hon ungersk mästare i häcklöpning 80 meter första gången, resultatet 13,2 sek blev även ungerskt damrekord. Hon tog även silvermedalj i höjdhopp (efter Ibolya Csák). Vértessy försvarade mästartiteln i höjdhopp 1935, 1936 (med nytt ungerskt rekord) och 1937.
1935 deltog Vértessy i de 6:e Internationella studentspelen (World Student Games, föregångare till Universiaden) 10–18 augusti i Budapest, under spelen vann hon bronsmedalj i häcklöpning 80 meter (efter brittiskan Grethe Whitehead och tyskan Siegfriede Dempe) med 13,0 sek.
Vértessy gifte sig med idrottaren Irányossy Gézáné, senare drog hon sig tillbaka från tävlingslivet och jobbade som tränare för Vasas SC i Budapest. Katalin Vértessy-Irányossy dog i mars 1981.